# Старо-Міловатська волость
Старо-Міловатська волость — історична адміністративно-територіальна одиниця Богучарського повіту Воронізької губернії з центром у слободі Стара Мілова.
Станом на 1880 рік складалася із 10 поселень, 6 сільських громад. Населення — 12 763 особи (6506 чоловічої статі та 6257 — жіночої), 1877 дворових господарств.
|                     | Площа, десятин | У тому числі орної, дес. |
| ------------------- | -------------- | ------------------------ |
| Сільських громад    | 34406          | 30063                    |
| Приватної власності | 1707           | 1302                     |
| Іншої власності     | 528            | 458                      |
| Загалом             | 36641          | 31823                    |

Поселення волості на 1880 рік:
- Стара Мілова — колишня державна слобода при річці Подгорна за 50 верст від повітового міста, 7683 особи, 1199 дворів, 3 православні церкви, 2 школи, 7 лавок, 5 ярмарків на рік.
- Ново-Троїцька Кріуша — колишня державна слобода при річці Кріуша, 2420 осіб, 318 дворів, православна церква, школа, лавка, 2 ярмарки на рік.
- Переволочний, Касатний і Білогорський — колишні державні хутори, 1136 осіб, 168 дворів, православна церква, школа.
- Фоменків — колишній державний хутір при річці Кріуша, 534 особи, 78 дворів, православна церква, 2 ярмарки на рік.

За даними 1900 року у волості налічувалось 9 поселень із переважно українським  населенням, 5 сільських товариств, 69 будівель й установ, 1755 дворових господарств, населення становило 11 570 осіб (5807 чоловічої статі та 5763 — жіночої).
1915 року волосним урядником був Василь Федорович Гарбузов, старшиною — Тимофій Маркович Бондарев, волосним писарем — Іван Якович Філоненков.